# Institut national de l'audiovisuel
El Instituto nacional del audiovisual (INA) es un organismo público francés cuya misión principal es archivar las producciones audiovisuales y producir, editar, publicar, comercializar y distribuir contenidos audiovisuales y multimedia para todos los públicos, ya sean profesionales, empresas o particulares, para todas las pantallas o plataformas de difusión, incluido el audio. El INA también incluye un centro de formación e investigación destinado a desarrollar y transmitir conocimientos y experiencia en los campos audiovisual, mediático y digital.
Según el artículo 3 de la ley del 7 de agosto de 1974, el Instituto nacional del audiovisual es el encargado «de la conservación del archivo histórico, de las investigaciones de creación audiovisual y de la formación profesional».

## Historia

### Ley de 1974
Según el artículo 3 de la ley de 7 de agosto de 1974, el Institut national de l'audiovisuel (INA) se encarga de «la conservación de los archivos, la investigación sobre la creación audiovisual y la formación profesional».
Creado por la reforma del sector audiovisual de 1974 y establecido el 6 de enero de 1975, el marco general legislativo, reglamentario y financiero en el que el INA desempeña sus misiones está fijado por el Estado, que tiene la facultad de controlar sus actividades, en particular mediante la presencia de representantes del Estado y de parlamentarios en el Consejo de Administración, y respondiendo a las preguntas, interpelaciones e informes parlamentarios. El INA recibe una parte del canon audiovisual para financiar sus actividades.
De los siete organismos creados por la ley de agosto de 1974 para sustituir a la ORTF, el INA es el único que nunca ha cambiado de estatuto desde esa fecha.

### Ley de 1992
En 1992, la ley de 20 de junio amplió el depósito legal a la televisión y la radio. El INA es el depositario. En 1995, esta ley dio lugar a la creación de la Inathèque, encargada de conservar los archivos del depósito legal y ponerlos a disposición de investigadores y estudiantes. Abrió sus puertas al público en octubre de 1998, en la planta baja de la Bibliothèque François-Mitterrand. En 2002, el depósito legal se amplió a los canales por cable y satélite, y en 2005 a la televisión digital terrestre.

### Digitalización en la década de 2000
La digitalización a gran escala de los archivos del INA decidida por las autoridades políticas en 1999, en forma de un plan masivo y sistemático de conservación y digitalización, se decidió en 1999 bajo la presidencia de Emmanuel Hoog, pero no comenzó hasta 2001. Para ello, el Estado y el INA firmaron en abril de 2000 un contrato de objetivos y recursos que formalizaba el proyecto hasta 2003. En 2005, un aumento de la financiación procedente del canon permitió aumentar el volumen de horas tratadas en un 60% con respecto a la media de los tres años anteriores.
En otoño de 2001, sólo se había digitalizado un tercio del millón y medio de horas de programas previstos, según Emmanuel Hoog.
El 16 de junio de 2005, el Instituto firmó dos acuerdos para la publicación de contenidos en redes digitales: uno con autores que han cedido sus derechos a una sociedad de autores (Société civile des auteurs multimédia, Société des auteurs et compositeurs dramatiques y Société des auteurs, compositeurs et éditeurs de musique), y el otro con intérpretes contratados para programas de televisión.

### Apertura del sitio web público en 2006
Tras la digitalización de sus archivos, el 27 de abril de 2006 el INA inauguró el sitio web ina.fr, abierto al público en general. En el momento de su lanzamiento, el sitio contenía 100.000 archivos que representaban 10.000 horas de programas: el 80% de los archivos disponibles en el sitio pueden consultarse gratuitamente, y los internautas pueden ver los primeros minutos del 20% restante. Ofrece acceso a más de 100.000 programas de radio y televisión. El INA espera triplicar rápidamente la audiencia de su sitio hasta alcanzar un millón de visitantes al mes. Este fondo representa unas 10.000 horas de archivos: casi 5.000 horas de programas de televisión temáticos, 3000 horas de informativos, 500 horas dedicadas a colecciones patrimoniales y más de 1000 horas de radio.
La ley DAVDSI de 1 de agosto de 2006 introdujo el depósito legal para Internet en Francia, cuya aplicación comparten la Bibliothèque nationale de France y el INA. El INA comenzó a recopilar sitios de forma experimental en febrero de 2009.

### Situación en 2017-2018
En 2017, el INA recopila de forma continua 169 canales de televisión y radio, 14426 sitios web media, 8600 cuentas de plataformas de vídeo y 13000 cuentas de Twitter. Hay varias opciones de descarga (alquiler o compra del programa). Dos nuevas versiones del sitio se pusieron en línea en 2009 y de nuevo en 2013. En 2009, el sitio también albergó 200.000 anuncios emitidos en la televisión francesa desde 1968.
A 1 de enero de 2018, ina.fr (sitio y plataformas asociadas) contaba con 49260 horas de material televisivo y radiofónico en línea.
Para 2018, el INA debería haber digitalizado todos sus archivos amenazados de deterioro permanente. Esto representa aproximadamente 835.000 horas de programas audiovisuales de una colección total del INA de casi tres millones de horas de archivos audiovisuales. Esta digitalización se rige por el plan de preservación y digitalización (PSN). En 2009, según Emmanuel Hoog, la digitalización llevada a cabo por el INA ya había salvado más de 600.000 horas de la «destrucción ineluctable», es decir, entre dos tercios y tres cuartas partes de los archivos amenazados del INA.

## Datos
- El documento más antiguo del INA data de 1891 : es la voz de Gustave Eiffel.
- El General de Gaulle es la personalidad más solicitada en el archivo del INA.
- La primera aparición de las Rolling Stones en la televisión francesa data del año 1964 en la emisión "Quoi de neuf" presentada por Denise Fabre.
- Se necesitarían 300 años sin interrupción para ver y escuchar todo el archivo del INA.
- Desaparición de archivos: durante una entrevista en el programa de Antoine Perraud, Jeux de archives (France Culture, 31 de marzo de 2007), William Karel señala que ciertos documentos audiovisuales relacionados con General de Gaulle o la Guerra de Argelia desapareció del INA.